# G2C
Acrônimo de Government to Citizen, ou literalmente, do governo para Cidadão, é uma relação comercial pela internet entre governo (estadual, federal ou municipal) e consumidores. Exemplos: o pagamento via Internet de impostos, multas e tarifas públicas.
Podemos definir como portais orientados a serviços prestados ao público por meios de sítio oficial que disponibilizam desde serviços, empregos e educação à guia do consumidor para serviços prestados ao cidadão.
Portanto temos o G2C com uma ferramenta para levar ao cidadão conhecimento, informação e serviços diversos sobre o governo. Trazendo o cidadão para mais perto do governo sendo um ponto mais fundamental para a inclusão digital com a união do cidadão, não importando a classe, visão política ou até mesmo o nível de escolaridade.